# Miacatlán
Miacatlán là một đô thị thuộc bang Morelos, México. Năm 2005, dân số của đô thị này là 22691 người.